# Aljan Jarmoukhamedov
Aljan Moussourbekovitch Jarmoukhamedov (en kazakh : Әлжан Мүсірбекұлы Жармұхамедов, en russe : Алжан Мусурбекович Жармухамедов), né le 2 octobre 1944 à Tavaqsoy (RSS d'Ouzbékistan, URSS) et mort le 3 décembre 2022, est un basketteur soviétique.

## Club
- CSKA Moscou

## Palmarès

### Club
- Vainqueur de la Coupe des clubs champions 1971
- 12 titres de Champion d'URSS

### Sélection nationale
Jeux olympiques d'été
- Médaille d'or des Jeux olympiques de 1972 à Munich, Allemagne
- Médaille de bronze des Jeux olympiques de 1976 à Montréal, Canada

Championnat du monde
- Médaille d'argent du Championnat du monde 1970, Yougoslavie
- Médaille de bronze du Championnat du monde 1978 à Manille

Championnat d'Europe
- Médaille d'or des Championnats d'Europe 1967, Finlande
- Médaille d'or des Championnats d'Europe 1971, Allemagne de l'Ouest
- Médaille d'argent des Championnats d'Europe 1975, Yougoslavie
- Médaille d'or des Championnats d'Europe 1979, Italie